# Borup (Syddjurs Kommune)
 For alternative betydninger, se Borup. (Se også artikler, som begynder med Borup)
Borup er en landsby på Helgenæs, der er en halvø beliggende syd for Mols Bjerge og Djursland. Landsbyen er beliggende på den nordøstlige del af Helgenæs, ca. én kilometer øst for Kongsgårde. Borup ligger i Helgenæs Sogn samt Syddjurs Kommune og Region Midtjylland.
Landsbyen grænser op Borup Kommuneplantage på 25 ha., som frem til 2010 var offentligt ejet. Denne plantage blev købt af Helgenæs Kommune i 1947.
Nordøst for landsbyen ligger Helgenæs Naturefterskole ved Vænge Sø, der tidligere var en tørlagt sø, men siden er blevet genetableret i forbindelse med et naturgenopretningsprojekt i 2014.